# Tufo
Tufo est une commune italienne de la province d'Avellino, dans la région Campanie.

## Administration
| Période                                  | Période | Identité | Étiquette | Qualité |
| ---------------------------------------- | ------- | -------- | --------- | ------- |
|                                          |         |          |           |         |
| Les données manquantes sont à compléter. |         |          |           |         |

## Situation
Tufo est une commune de la vallée du Sabato, distante de seize kilomètres d'Avellino et de vingt kilomètres de Bénévent. Elle est peuplée de 844 habitants résidents répartis dans le village et ses trois hameaux.
En 1866, Francesco Di Marzo découvre l'existence d'une mine de soufre sur le territoire de la commune. Ce filon a été exploité jusque dans les années soixante pour être définitivement fermé dans les années nonante.
Le 23 novembre 1980, le village est victime du terrible tremblement de terre de L'Irpinia. Celui-ci détruira une partie du village mais épargnera tous ses habitants.
Le village est connu pour produire un vin blanc renommé, un cépage antique, le Greco di Tufo.

### Hameaux
San Paolo, Santa Lucia, Santo Stefano

### Communes limitrophes
Altavilla Irpina, Petruro Irpino, Prata di Principato Ultra, Santa Paolina, Torrioni